# Cyclodictyon fendleri
Cyclodictyon fendleri là một loài rêu trong họ Pilotrichaceae. Loài này được (Müll. Hal.) Broth. mô tả khoa học đầu tiên năm 1907.